# 중화민국의 사형제
중화민국은 사형제를 유지하고 있으며, 자세한 내용은 아래와 같다.

## 개요
중화민국의 사형 집행 방법은 총살형이다. 과거 중국 국민당 정부 독재 체제 당시 민주화 운동가들을 엄벌에 처했으며, 현재는 살인 및 강력범죄를 저지른 범죄자에 대해 사형을 선고하며 집행한다. 리덩후이 정부까지 사형 선고 및 집행이 적극적으로 행해지다가, 2000년 천수이볜 정부 이후부터 사형 집행수를 크게 줄이고 살인범에 대해서만 사형을 선고하고 집행하도록 했으며, 2006년부터 2010년까지 사형을 집행하지 않았다. 마잉주 정부 출범후 2010년 다시 사형집행을 재개했다. 2024년 중화민국 헌법재판소에서 사형제 일부 합헌 판결을 받아 법적으로 사형제를 유지하게 되었다. 마지막 사형집행은 2025년이다.
| 1987 | 1988 | 1989 | 1990 | 1991 | 1992 | 1993 | 1994 | 1995 | 1996 |
| ---- | ---- | ---- | ---- | ---- | ---- | ---- | ---- | ---- | ---- |
| 10   | 22   | 69   | 78   | 59   | 35   | 18   | 17   | 16   | 22   |
| 1997 | 1998 | 1999 | 2000 | 2001 | 2002 | 2003 | 2004 | 2005 | 2006 |
| 38   | 32   | 24   | 17   | 10   | 9    | 7    | 3    | 3    | 0    |
| 2007 | 2008 | 2009 | 2010 | 2011 | 2012 | 2013 | 2014 | 2015 | 2016 |
| 0    | 0    | 0    | 4    | 5    | 6    | 6    | 5    | 6    | 1    |
| 2017 | 2018 | 2019 | 2020 | 2021 | 2022 | 2023 | 2024 | 2025 |      |
| 0    | 1    | 0    | 1    | 0    | 0    | 0    | 0    | 1    |      |

## 사형에 관련된 범죄

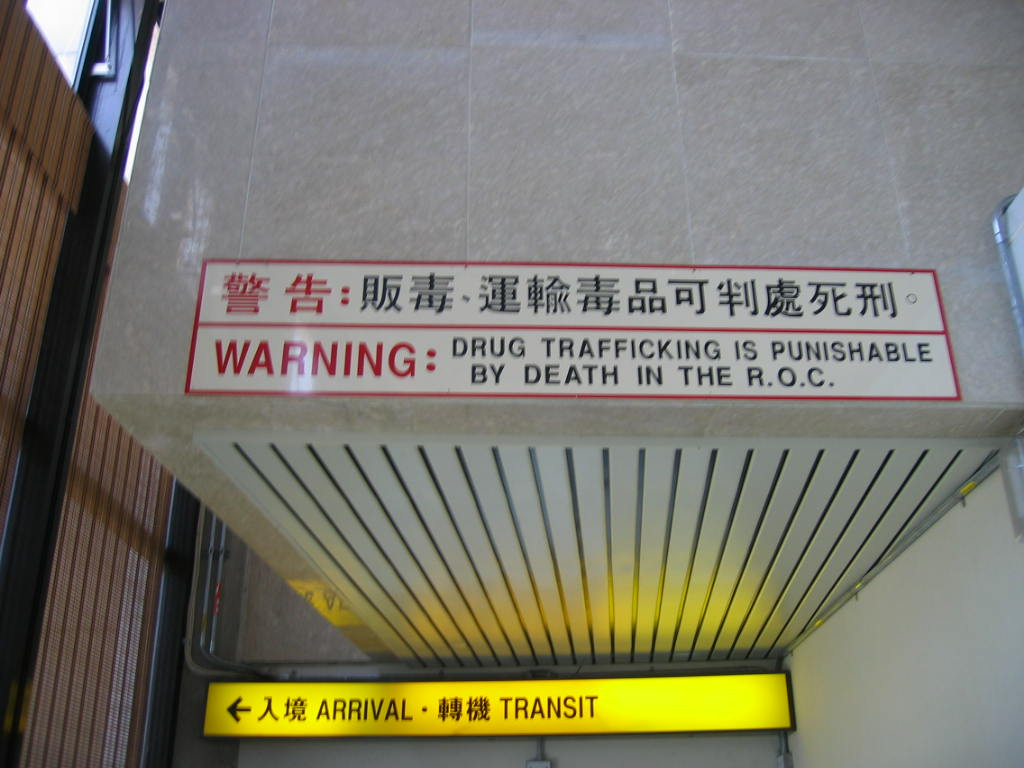
타이완 타오위안 국제 공항에 게시된 경고문 '마약을 밀수하면 사형에 처하겠다'는 내용이 적혀있다.(2005년 촬영)

현재 대만의 사형이 법정 최고형이므로, 사형에 포함되는 죄는 약 50개 정도 존재한다. 법정
최고형으로서 사형이 적용되는 죄목에 대해 아래와 같이 정해져 있다. 실제로는 살인범 한정으로 사형이 적용된다.

### 군형법(陸海空軍刑法)[7]
- 내란죄, 폭동내란죄(제14조,15조)
- 가중이적죄, 단순이적죄(제17조,18조,19조)
- 국가비밀누설죄(제20조)
- 반역죄(제24조)
- 무허가개전죄, 전시명령항명죄(제26조,27조)
- 전시군사기밀유기죄(제31조)
- 전시적전도주죄, 전시비휴가실종죄(제41조,42조)
- 전시항명죄, 전시군중항명죄(제47조, 48조)
- 전시군지휘관 폭행·협박죄, 전시군지휘관폭행·협박죄(제49조,50조)
- 군함군용기 납치혐의(제53조)
- 전시작전용군용시설물품파손죄(제58조)
- 불법무기·화기 제조판매죄(제65조)
- 전시허위명령신고혐의(제66조)

### 형법(中華民國刑法)[8]
- 폭동내란죄의 주범(제101조)
- 외환유치죄, 통적영토상실죄, 조직적 국가반역죄, 가중이적죄(제103조,104조,105조,107조)
- 직무태만, 수비지포기죄(제120조)
- 항공기 및 공공 교통기관납치에 의한 살해죄(제185조의 1,185조의 2)
- 강간살해죄, 강제추행살해죄(제226조의 1)
- 마약죄, 마약 원료 재배죄, 인신매매죄(제261조)
- 보통살인죄, 직계존속 살인죄(제271조, 272조)
- 강도살해죄(제328조)
- 강도방화, 강도강간, 인질죄, 강도치상죄(제332조)
- 해상강도죄(제333조, 334조)
- 인질살해죄(제347조, 348조)

### 기타 형사특별법
- 민용항공법 : 납치(제100조), 항공안전방해 살해죄(제101조), 제조항공기 살해죄(제110조)
- 마약위해방지조례 : 마약제조운반, 마약판매(제4조), 마약을 타인에게 강제투입한 혐의(제6조), 공무원을 협박하고 남에게 마약을 투입한 죄 또는 제조한 혐의(제15조)
- 병역방해치죄조례(제16조,17조)
- 아동 및 소년 성범죄 방제조례 : 피해자를 고의로 살해한죄(제37조)
- 집단살인 단속법 : 집단살인죄(제2조)
- 총·칼·탄약무기 관제조례 : 집단 범죄·제조·판매·운수·수출입 무기(제7조)
- 밀수단속법 : 밀수의 죄를 짓는 무장하고 체포에 저항한 죄, 무장하고 검사를 거부한 죄, 치상치사죄(제4조)

## 같이 보기
- 중화민국
- 사형
- 중화인민공화국의 사형제